# Hank Lammens
Hank Jacob Lammens (* 21. Februar 1966 in Brockville, Ontario) ist ein ehemaliger kanadischer Eishockeyspieler und Segelsportler. Im Verlauf seiner aktiven Karriere nahm Lammens als Segler an den Olympischen Sommerspielen 1992 teil und feierte den Gewinn zweier Weltmeistertitel in der Finn-Dinghy-Klasse. Im Eishockey absolvierte er in seiner aktiven Zeit zwischen 1984 und 1994 unter anderem 27 Spiele für die Ottawa Senators in der National Hockey League (NHL) auf der Position des Verteidigers, spielte jedoch hauptsächlich in der American Hockey League (AHL). Zudem gewann Lammens im Jahr 1987 mit dem Team Canada den prestigeträchtigen Spengler Cup.

## Karriere
Lammens übte bereits in seiner Jugendzeit parallel den Eishockeysport und das Segeln aus. Dabei beschränkte er sich in den Wintermonaten zumeist auf Eishockey, den er zunächst bei den Brockville Braves aus seiner Geburtsstadt nachging. Die Braves waren in der unterklassigen Central Canada Hockey League (CCHL) angesiedelt. In den Sommermonaten segelte er für den Brockville Yacht Club, der den Stützpunkt des kanadischen Segelnationalteams darstellte. Jedoch kam es insbesondere im Frühling und Herbst immer wieder zu Terminüberschneidungen, so dass Lammens unter anderem im Herbst 1984 die Saisonvorbereitung wegen der Teilnahme an den Weltmeisterschaften verpasste. Trotz der Doppelbelastung wechselte der Verteidiger im Sommer 1984 an die St. Lawrence University. Dort ging er in den folgenden vier Jahren einem Studium nach. Parallel segelte er aber weiterhin, gewann im Jahr 1987 bei den offenen Europameisterschaften in der Soling-Klasse die Bronzemedaille und lief für die Eishockey-Universitätsmannschaft, die Saints, in der ECAC Hockey, einer Division im Spielbetrieb der National Collegiate Athletic Association (NCAA), auf.
Mit seinen Leistungen im Eishockey machte Lammens in der Folge auf sich aufmerksam. Er erhielt im Verlauf der vier Jahre zahlreiche individuelle Auszeichnungen, wurde im NHL Entry Draft 1985 in der achten Runde an 160. Stelle von den New York Islanders aus der National Hockey League (NHL) ausgewählt und nahm auf Einladung des kanadischen Eishockeyverbandes Hockey Canada mit dem Team Canada erfolgreich am Spengler Cup 1987 teil. In seinem letzten College-Jahr führte er die Saints als Mannschaftskapitän zum Gewinn des Divisionstitels der ECAC. Anschließend erhielt der Defensivspieler ein Vertragsangebot der New York Islanders, wo er in den folgenden drei Jahren ab dem Herbst 1988 in deren Farmteams in den Minor Leagues eingesetzt wurde. Primär kam er in der American Hockey League (AHL) zu Einsätzen, während er auch sporadisch in der International Hockey League (IHL) auflief.
Nachdem Lammens die ersten beiden Jahre bei den Springfield Indians verbracht hatte, die im Frühjahr 1990 den Calder Cup der AHL gewonnen hatten, widmete er sich in der Folge verstärkt seinen Ambitionen im Segeln. So feierte er in den Jahren 1990 und 1991 jeweils den Gewinn des Weltmeistertitels in der Finn-Dinghy-Klasse. Bei der Wahl zur Lou Marsh Trophy unterlag er 1990 nur dem Eiskunstläufer Kurt Browning. Und als er die Spielzeit 1990/91 bei den Capital District Islanders und den Kansas City Blades abgeschlossen hatte, entschloss er sich für das folgende Spieljahr keinen neuen Vertrag zu unterschreiben. Stattdessen begann er sich vollends auf die Olympischen Sommerspiele 1992 im spanischen Barcelona vorzubereiten. Dort belegte er bei den Wettkämpfen in der Finn-Dinghy-Klasse schließlich den 13. Platz unter 28 Teilnehmern. Das schlechte Abschneiden war dabei von einer Disqualifikation im zweiten Rennen abhängig, da Lammens die notwendige Rettungsweste nicht mit an Bord hatte. Ansonsten wäre er knapp außerhalb der Medaillenränge auf dem vierten Rang platziert gewesen.
Nach den Olympischen Sommerspielen kehrte Lammens zum Eishockeysport zurück. Er verbrachte die Saison 1992/93 im kanadischen Eishockeyverband und begann dort mit Spielern wie Jackson Penney, Todd Hlushko und Adrian Aucoin die Vorbereitung auf die Olympischen Winterspiele 1994 im norwegischen Lillehammer. Letztlich überzeugte der Abwehrspieler nach der einjährigen Pause aber derart mit seinen Leistungen, dass er im Juni 1993 ein Vertragsangebot der Ottawa Senators aus der NHL erhielt. Da Lammens das Arbeitspapier unterzeichnete, endete sein Traum von der Teilnahme an den Winterspielen. Er verbrachte die Spielzeit 1993/94 pendelnd zwischen dem NHL-Aufgebot Ottawas, wo er 27 Spiele absolvierte und ein Tor erzielte, und dem Kader des AHL-Farmteams Prince Edward Island Senators, ehe er seine Eishockeykarriere im Sommer 1994 im Alter von 28 Jahren für endgültig beendet erklärte. Im Segeln sicherte er sich im selben Jahr den Vizeweltmeistertitel. Nachdem er jedoch die Qualifikation für die Olympischen Sommerspiele 1996 im US-amerikanischen Atlanta verpasst hatte, zog er sich auch aus dem Segelsport zurück.
In der Folge begann Lammens für Merrill Lynch an der New Yorker Wall Street zu arbeiten, anschließend war er für Thomas Weisel Partners tätig. Seine herausragenden sportlichen Leistungen wurden im Jahr 1993 mit der Aufnahme in die Canadian Olympic Hall of Fame und zwei Jahre später in die Brockville and Area Sports Hall of Fame geehrt.

## Erfolge und Auszeichnungen

### Eishockey
| - 1987 ECAC Second All-Star Team - 1987 NCAA East Second All-American Team - 1987 Spengler-Cup-Gewinn mit dem Team Canada - 1988 Whitelaw-Cup-Gewinn mit der St. Lawrence University | - 1988 ECAC Hockey All-Tournament Team - 1988 ECAC Second All-Star Team - 1990 Calder-Cup-Gewinn mit den Springfield Indians |

### Segeln
| - 1987 Bronzemedaille bei den Europameisterschaften in der Soling-Klasse - 1990 Goldmedaille bei den Weltmeisterschaften in der Finn-Dinghy-Klasse - 1991 Goldmedaille bei den Weltmeisterschaften in der Finn-Dinghy-Klasse | - 1992 Teilnahme an den Olympischen Sommerspielen (13. Platz; Finn-Dinghy-Klasse) - 1994 Silbermedaille bei den Weltmeisterschaften in der Finn-Dinghy-Klasse |

### Sonstiges
- 1993 Aufnahme in die Canadian Olympic Hall of Fame
- 1995 Aufnahme in die Brockville and Area Sports Hall of Fame

## Karrierestatistik
(Legende zur Spielerstatistik: Sp oder GP = absolvierte Spiele; T oder G = erzielte Tore; V oder A = erzielte Assists; Pkt oder Pts = erzielte Scorerpunkte; SM oder PIM = erhaltene Strafminuten; +/− = Plus/Minus-Bilanz; PP = erzielte Überzahltore; SH = erzielte Unterzahltore; GW = erzielte Siegtore; 1 Play-downs/Relegation; Kursiv: Statistik nicht vollständig)